# Lymantria sakaguchii
Lymantria sakaguchii este o specie de molii din genul Lymantria, familia Lymantriidae, descrisă de Matsumura 1927 Conform Catalogue of Life specia Lymantria sakaguchii nu are subspecii cunoscute.